# Kloster Gevelsberg
Das Kloster Gevelsberg in Gevelsberg (Ennepe-Ruhr-Kreis, Nordrhein-Westfalen) wurde um 1230/1236 als Zisterzienserinnenkloster gegründet. Mit der Reformation wurde es um 1577 in ein freiweltliches, adeliges Damenstift umgewandelt. Im Jahr 1812 erfolgte die Aufhebung.

## Gründung
Hintergrund der Gründung war die Ermordung des Erzbischofs Engelbert von Köln 1225. Caesarius von Heisterbach berichtete schon kurz darauf, dass an der Mordstelle Wunder geschehen seien. Dort wurden zur Erinnerung zunächst ein Kreuz und eine hölzerne Kapelle errichtet. Der neue Kölner Erzbischof Heinrich von Molenark unterstützte Pläne, an der Mordstelle ein Kloster zu gründen. Der Zeitpunkt der Klostergründung ist nicht ganz klar. Urkundlich erwähnt wurden Zisterzienserinnen 1236. Möglicherweise lag die Gründung aber schon ein paar Jahre zurück. Geweiht war das Kloster Maria und St. Laurentius.

## Materielle Basis
Während der Zeit von Erzbischof Konrad von Hochstaden schützte dieser das Kloster, das allerdings dadurch in eine relativ starke Abhängigkeit von Köln geriet. Insbesondere durch Schenkungen von Kölner Bürgern konnte das Kloster seinen Besitz im 13. Jahrhundert erweitern. Teilweise behielt es die Besitzungen in der Stadt, teilweise verkaufte das Kloster sie später wieder. Aus dem 15. Jahrhundert ist ein Stadthaus „cleyne Gevelsberg“ (Kleingevelsberg) in Köln bezeugt, das von Mitgliedern der Gemeinschaft bei Besuchen in der Domstadt als Wohnung diente. Aber auch von Kölner Ministerialen und Adeligen der Umgebung erhielt das Kloster Schenkungen.

## Klosterbauten

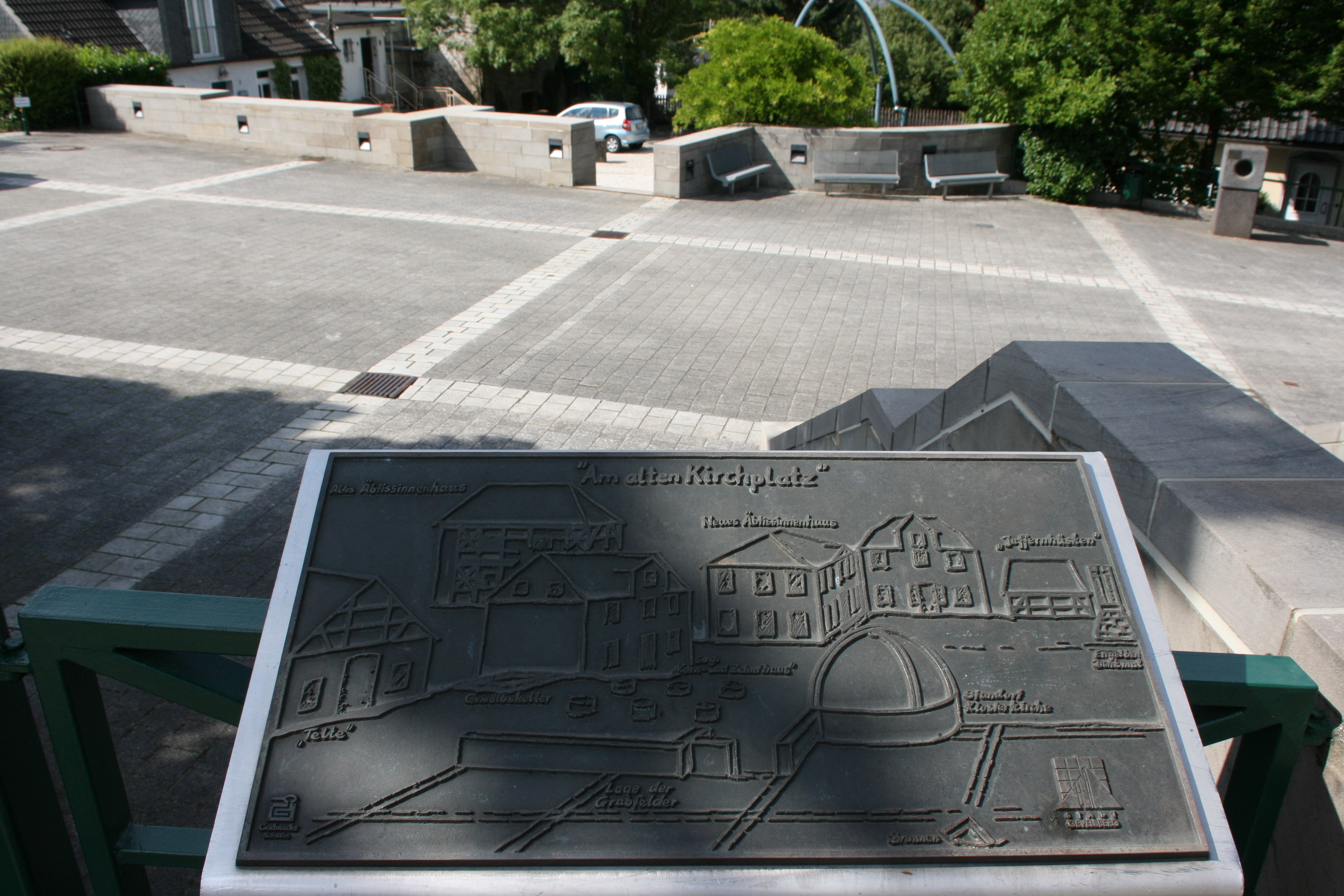
Am Alten Kirchplatz heute, ehemaliger Standort der Klosterkirche

Die Klosterkirche war eine vierjochige Basilika ohne Querschiff mit einem Westturm. Erbaut wurde sie bereits im 13. Jahrhundert. Im Turm befand sich wahrscheinlich auch eine Empore für die Nonnen, von denen sie den Gottesdiensten beiwohnen konnten. Zur Ausstattung der Kirche gehörte eine lebensgroße, aus Holz gefertigte Statue des ermordeten Erzbischofs. 
Um das Jahr 1237 waren auch die übrigen Klostergebäude fertiggestellt. Sie hatten keine direkte bauliche Verbindung mit der Klosterkirche.

## Entwicklung
Bald entwickelte sich das Kloster zur Wallfahrtsstätte und wurde Zentrum der Verehrung von Engelbert von Köln. In der Frühzeit der Einrichtung hatte Gevelsberg enge Beziehungen zu Heisterbach. Eine der ersten Äbtissinnen war eine Christina. Diese war stark an der Gründung der Tochterklöster in Benninghausen und in Rees beteiligt.
Über die soziale Herkunft der Äbtissinnen gibt es keine Hinweise. Neben der Äbtissin gehörte eine Priorin zur Leitung des Konvents. Über die Herkunft der ersten Nonnen gibt es keine Angaben. Auch über ihre Zahl gibt es keine Überlieferungen. Die Schwestern kamen teilweise aus dem Bürgertum Kölns, teilweise aus dem regionalen Adel. Anfangs folgten die Nonnen dem Gebot der persönlichen Armut. Bereits seit 1263 verfügten sie über persönlichen Besitz. Neben den eigentlichen Mitgliedern des Konvents gab es auch männliche und weibliche Conversi.  
Das Kloster hatte keine eigenen Pfarrrechte, sondern blieb der Pfarrei in Schwelm unterstellt. Im Jahr 1281 erwarb der Konvent Güter in Wiesdorf (heute bei Leverkusen), die auch die Rechte an einer Pfarrei einschloss. Wegen der Entfernung änderte sich an der Stellung des Konvents insgesamt nichts.

## Zeit als Damenstift

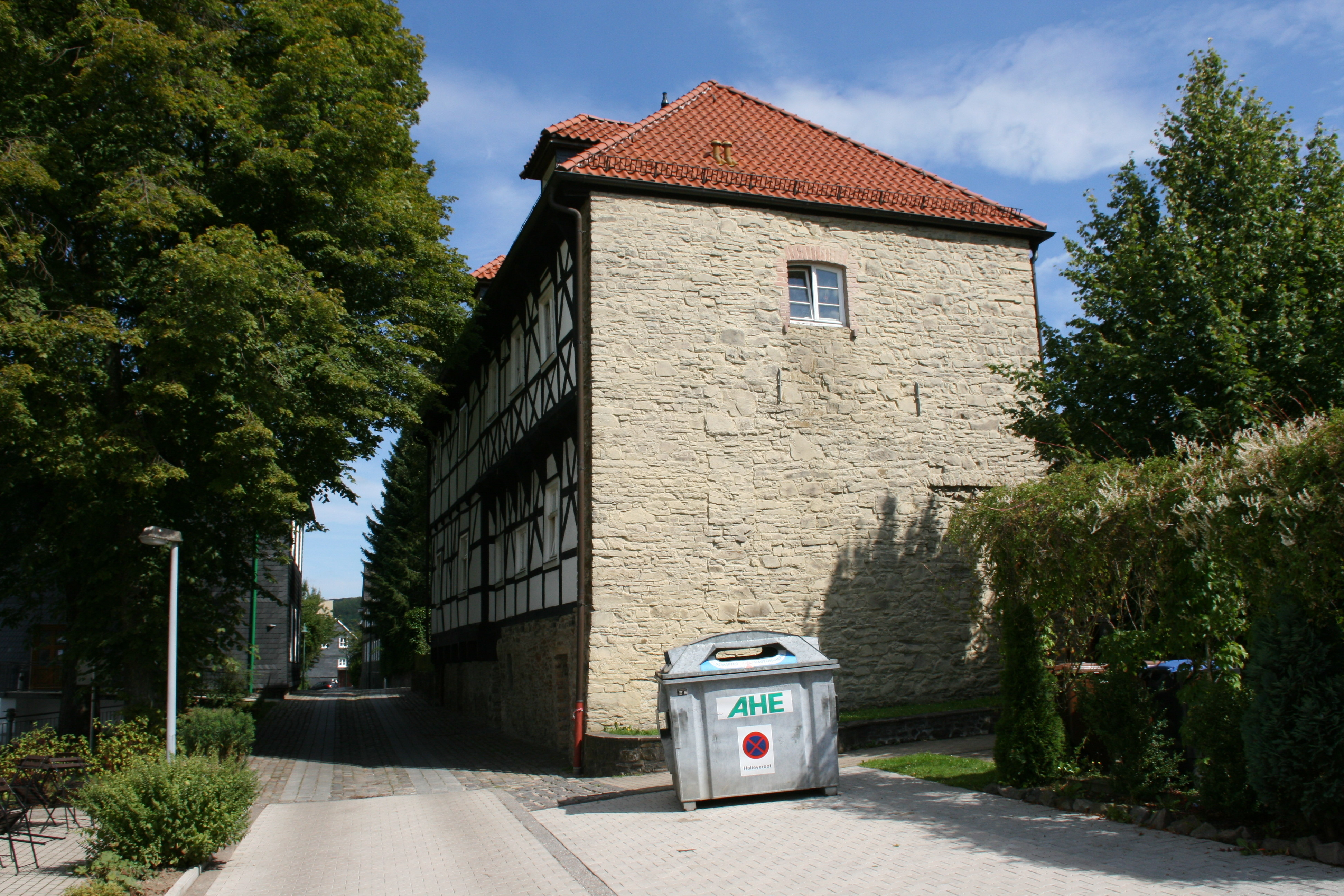
Das denkmalgeschützte Alte Äbtissinnenhaus, Bruchsteinwand aus dem 16. Jh.

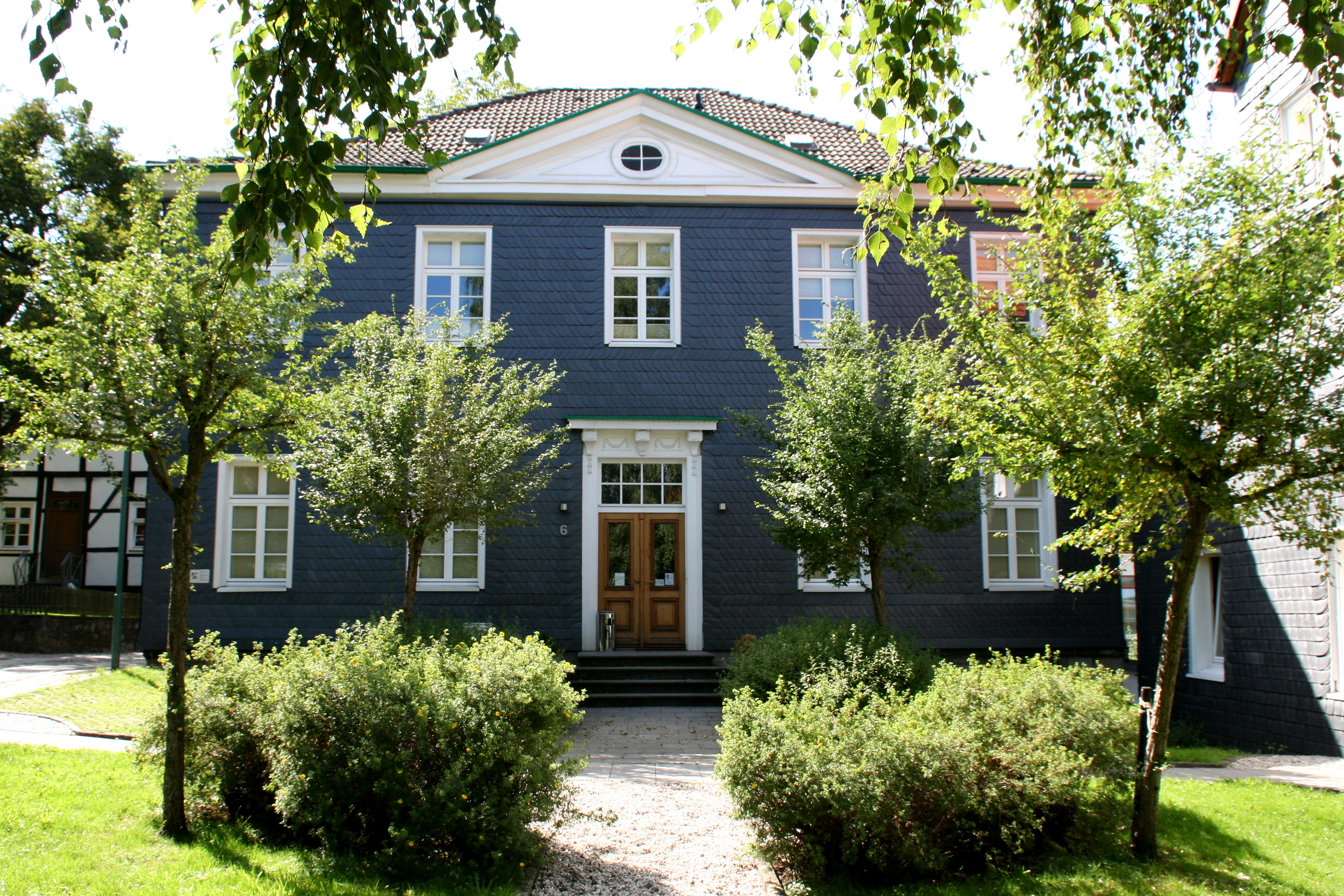
Das denkmalgeschützte Neue Äbtissinnenhaus, 1805 eingeweiht

Im Zuge der Reformation wurde das Kloster um 1577 in ein freiweltliches, adeliges Damenstift umgewandelt. Dieses nahm Damen sowohl aus katholischen wie auch protestantischen Familien auf (Simultanstift). Von zwölf Stellen entfielen nach den Statuten von 1657 fünf auf reformierte, drei auf lutherische und drei auf katholische Damen. In der Praxis war der Katholikenanteil allerdings oftmals geringer. So waren 1609 und 1624 keine katholische Damen vorhanden und auch katholische Messen wurden nicht gelesen.
Neubauten, so das Äbtissinnenhaus, wurden im 17. und 18. Jahrhundert errichtet. Dieses ältere Gebäude war ein Fachwerkhaus auf einem hohen, massiven Steinsockel. Heute wird es Altes Äbtissinnenhaus genannt. In dieser Zeit fanden auch an der Kirche An- und Umbauten statt. 
Ein neues Haus für die Vorsteherin entstand noch 1805 kurz vor der Aufhebung 1812. Dieses heute Neue Äbtissinnenhaus genannte Gebäude wurde im einfachen bergischen klassizistischen Stil erbaut und war mit Schiefer verkleidet. 
Die Klosterkirche wurde wegen Baufälligkeit 1823 zuerst gesperrt und 1826 abgerissen. Im 20. Jahrhundert befanden sich in den Gebäuden des ehemaligen Klosters ein Erholungsheim der Von Bodelschwinghschen Stiftungen Bethel.